# برف روی کاج‌ها
برف روی کاج‌ها فیلمی به کارگردانی و نویسندگی پیمان معادی و تهیه‌کنندگی جمال ساداتیان محصول سال ۱۳۸۹ است.

## خلاصه داستان
زنی که معلم پیانو است متوجه می‌شود همسرش با یکی از شاگردانش رابطه دارد.

## بازیگران
| بازیگر         | نقش      |
| -------------- | -------- |
| مهناز افشار    | رؤیا     |
| حسین پاکدل     | علی      |
| ویشکا آسایش    | مریم     |
| صابر ابر       | نریمان   |
| حسن معجونی     | بهروز    |
| آناهیتا افشار  | نسیم     |
| الهام کردا     | نازی     |
| زانیار خسروی   | پرهام    |
| شیرین یزدان‌بخش | حاج خانم |

## جوایز

### سی‌امین دوره جشنواره فیلم فجر
| مسابقه      | قسمت                          | نامزد                           | نتیجه    | جایزه        |
| ----------- | ----------------------------- | ------------------------------- | -------- | ------------ |
| سودای سیمرغ | بهترین فیلم از نگاه تماشاگران | پیمان معادی و سید جمال ساداتیان | برنده    | سیمرغ بلورین |
| سودای سیمرغ | بهترین بازیگر نقش مکمل زن     | ویشکا آسایش                     | نامزدشده |              |
| نگاه نو     | بهترین بازیگر زن              | مهناز افشار                     | برنده    | دیپلم افتخار |
| نگاه نو     | بهترین فیلمنامه               | پیمان معادی                     | نامزدشده |              |
| نگاه نو     | بهترین کارگردانی              | پیمان معادی                     | نامزدشده |              |

### چهاردهمین دوره جشن حافظ
| قسمت                    | نامزد         | نتیجه    |
| ----------------------- | ------------- | -------- |
| بهترین بازیگر زن سینما  | مهناز افشار   | برنده    |
| بهترین فیلمنامه سینمایی | پیمان معادی   | نامزدشده |
| بهترین موسیقی متن       | کارن همایون‌فر | نامزدشده |

## حواشی
- تفاوت‌های نسخه‌ای که در جشنواره فیلم فجر به نمایش درآمد و نسخه اکران شده، بسیار زیاد هست. این تفاوت‌ها در برخی صحنه‌ها باعث شده داستان فیلم به سمت و سوی دیگری سوق داده شود اما جای شکرش باقی است که هسته فیلمنامه تغییر نکرده‌است! حوزه هنری نام این فیلم را جزو آثار تحریمی‌اش قرار داد و سرسختانه پای تصمیمش ایستاد. در مقطعی گفته شد که احتمالاً این فیلم در قم و مشهد اکران نخواهد شد. سید جمال ساداتیان (تهیه‌کننده) از سینما آزادی و وضعیت تبلیغات تلویزیونی و شهری برف روی کاج‌ها گلایه کرد و عنوان کرد که حوزه هنری مقصر است که این فیلم را تحریم کرده و سینماهایش را برای نمایش این فیلم، در اختیارش قرار نداده‌است.[۵] این فیلم، به‌طور سیاه سفید فیلمبرداری شده‌است.